# Hutki shira
Hutki shira, Hukoin Shira, Fukoin Shira, Shukoin shira o shutki shira (shira, shuru o jol) (dependiendo de las diferentes ciudades) , es un pescado fermentado al curry preparado con verduras de temporada, verduras de hoja verde y pescado o gambas. Se cocina sin aceite ni grasa. El plato es famoso en la región de Sylhet de Bangladés y tiene muchas variantes.

## Etimología
El pescado fermentado se llama hutki en Sylheti, Futki y Fukoin en Jogonathpur (Sylhet), Hukoin en Beanibazar y Golapgong (Sylhet) y Shukoin o shutki en Bengali, mientras que shira (en bengalí: Jhool) significa caldo. Así, hutki o variantes shira, shuru o jol significa el caldo de pescado fermentado.

## Variaciones
El hutki shirá varía según la disponibilidad de verduras de temporada como hojas de calabaza, rábanos y eddoe.
Tradicionalmente se utiliza el pescado hidol hidoil mas o hidol mas, pero el pescado lotia puede sustituirse si no se dispone de hidol.
Una variación regional es la receta bengalí mukhir hutki shira, que utiliza eddoe o comúnmente conocida como patata peluda (conocida en bengalí como mukhi o muki).

## Preparación
El hutki shirá se prepara típicamente con hidol hutki, ajo machacado, cebolla purificada, patatas, espinacas, berenjena, pimiento rojo, chile en polvo, sal, cúrcuma, y otras verduras de temporada que estén disponibles. El pescado fermentado se pone primero en remojo en agua fría y luego se coloca en una sartén u olla grande con cebollas cortadas, ajo, especias molidas, sal y gambas. La mezcla se tapa y se deja cocer a fuego fuerte. A continuación, se remueve mientras se sigue cocinando antes de añadir la calabaza y la berenjena. Se añade suficiente agua para formar un caldo. En el último paso, se añade el chile Naga y se remueve suavemente el caldo. El plato se suele comer sobre arroz cocido.